# داسو للطيران
داسو للطيران (بالفرنسية: Dassault Aviation)‏ هي شركة صانعة طائرات متمركزة بفرنسا. وتنتج خاصة طائرات حربية ولكن أيضا طائرات رجال الأعمال. أسست الشركة من قبل مارسيل داسو وتدار حاليا من قبل شارل ادلستان.
في طائرات الأعمال العالية الجودة، تحتل داسولت افياسيون المركز الأول في المبيعات لسنة 2005 بنسبة 40% من السوق، امام منافسيها الابرز الأمريكي، قولف ستريم (جنرال ديناميكس) والكندي بومباردييه.

## تاريخ
اسست الشركة في 12 ديسمبر 1936 من قبل مارسال بلوش تحت اسم شركة طائرات مارسال بلوش. بعد الحرب العالمية الثانية، غير مارسال بلوش اسمه إلى مارسيل داسو وأصبح اسم شركته طائرات مارسال داسو في 20 ديسمبر 1947. في 1971, استوعبت داسولت شركة بروجيه، لتكوين شركة افيون مارسال داسو-بروجيه افياسيون (AMD-BA). وقامت الشركة بتغيير اسمها سنة 1990 إلى داسو افياسيون.

## معطيات عامة

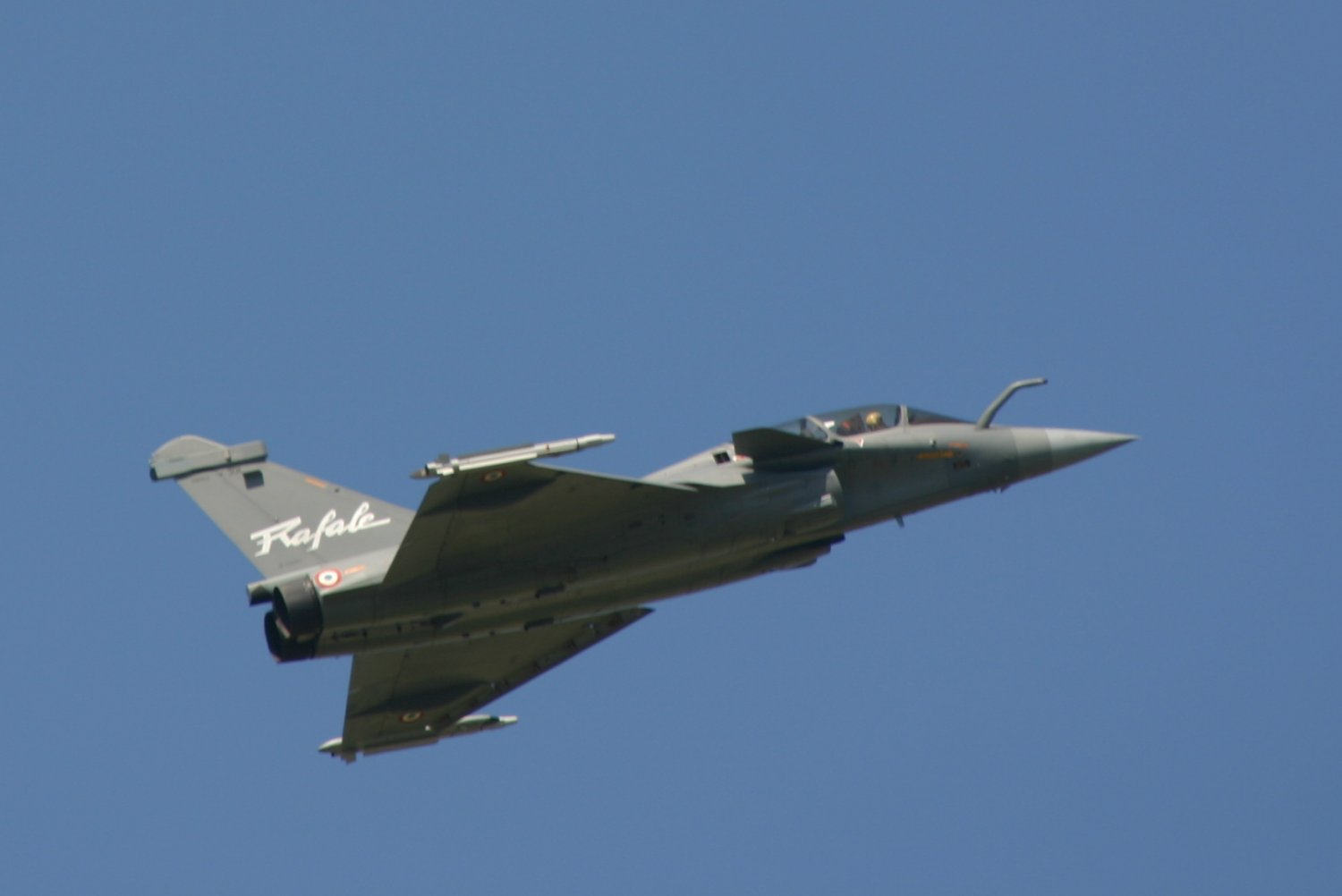
رافال, صنعت في 1986

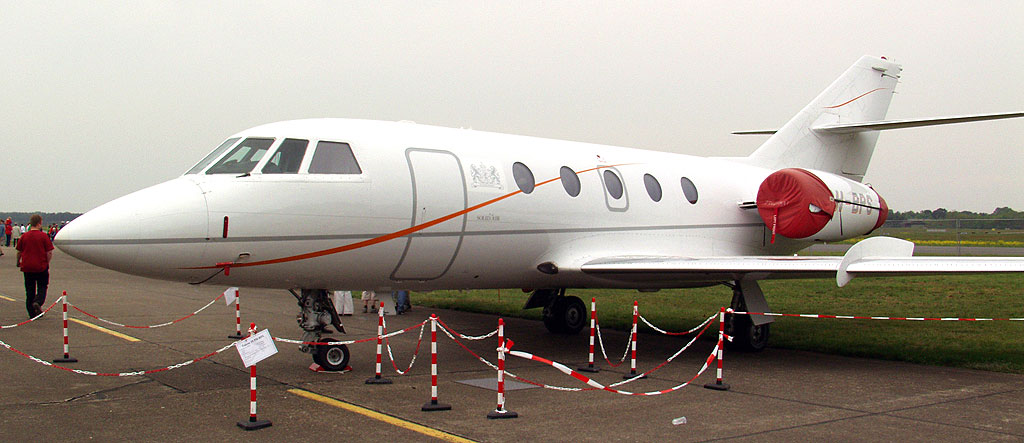
داسو فالكون ميستار (20F-5) (PH-BPS)

### المديرون
- مارسال داسولت: 1936-1986
- سارج داسولت: 1986-2000
- شارل ادلستان: منذ 2000

### حاملوا الأسهم
في 2006 :
- قروب داسولت اندستري (50.01%)
- إي أي دي أس (45.76 %)
- اشخاص ماديون (3.57%)

## نماذج الطائرات التاريخية والحالية
MB تعني صنع شركة طائرات مارسال بلوش

### حربية
| - بلوش SEA IV، صنعت في 1918 - MB 80-81, صنعت في 1932 - MB 200، 1933 - MB 210, صنعت في 1934 - MB 120, صنعت في 1933 - MB 130, صنعت في 1935 - MB 211, صنعت في 1935 - MB 131, صنعت في 1936 - MB 150-157, صنعت في 1937 - MB 133, صنعت في 1937 - MB 170, صنعت في 1938 - MB 500, صنعت في 1938 - MB 174, صنعت في 1939 - MB 135, صنعت في 1939 - MB 480, صنعت في 1939 - MB 134, صنعت في 1939 - MB 176, صنعت في 1939 - MB 175, صنعت في 1939 - MB 700, صنعت في 1940 - MB 161, صنعت في 1939 - MB 162, صنعت في 1940 - MB 800, صنعت في 1941 - MB 303, صنعت في 1947 - MD 315 فلامونت، 1947 - اوراقون، صنعت في 1951 - ميستار II صنعت في،1951 - MD 453, صنعت في 1952 | - ميستار IV, صنعت في 1952 - MD 550, صنعت في 1955 - سوبر ميستار B1, صنعت في 1955 - سوبر ميستار B2, صنعت في 1956 - ميراج الثالثة، صنعت في 1956, - اتوندار II, صنعت في 1956 - اتوندار IV, صنعت في 1956 - MD 410 سبيرال، صنعت في 1960 - بالزاك V, صنعت في 1962 - ميراج الرابعة (قاذفة قنابل نووية), صنعت في 1960 - ميراج F1, صنعت في 1966 - ميراج V, صنعت في 1967 - ميراج G, صنعت في 1967 - ميلان، صنعت في 1968 - ميراج G-4/G-8, صنعت في 1971 - ألفا جت، صنعت في 1973 - سوبر اتندارد، صنعت في 1974 - فالكون قارديان 01, صنعت في 1977 - ميراج 2000, صنعت في 1978 - ميراج 4000, صنعت في 1979 - ميراج 50, صنعت في 1979 - فالكون قارديان، صنعت في 1981 - بروجيه اتلنتيك، صنعت في 1982 - رافال، صنعت في 1986 - نورون، منتظرة لسنة 2009 |

### مدنية
- MB.60/61, صنعت في 1930
- MB.90/92, صنعت في 1932
- MB.120, صنعت في 1932
- MB.220, صنعت في 1936
- أس اي 161 لانغدوك، صنعت في 1937
- فالكون 20, صنعت في 1963
- فالكون 10, صنعت في 1970
- فالكون 100, صنعت في 1971
- فالكون 30, صنعت في 1973
- فالكون 50, صنعت في 1976
- فالكون 900, صنعت في 1984
- فالكون 2000, صنعت في 1993
- فالكون 2000Ex, صنعت في 1994
- فالكون 900Ex, صنعت في 1995
- فالكون 7X, صنعت في 2005
- فالكون 900Dx, صنعت في 2005
- فالكون 2000Dx, صنعت في 2007

## وصلات خارجية
- الموقع الرسمى لشركة داسولت أفياسيون.